# Куркудик
Куркуди́к (каз. Құрқұдық) — село у складі Карасайського району Алматинської області Казахстану. Входить до складу Жибек-жолинського сільського округу.
У радянські часи село називалось Куркудук.
Населення — 64 особи (2021; 34 у 2009, 56 у 1999, 29 у 1989).